# Bad Schwalbach
Bad Schwalbach (till 1927 Langenschwalbach) är en stad i förbundslandet Hessen, Tyskland, och har 10 976 invånare.